# Tripleurospermum lamellatum
Tripleurospermum lamellatum là một loài thực vật có hoa trong họ Cúc. Loài này được (Bunge) Rech.f. miêu tả khoa học đầu tiên năm 1950.